# Transmise
Transmise je zařízení pro mechanický přenos hnací síly a mechanické práce z jednoho zdroje k více spotřebičům. Přeneseně může být použita i jako přenos v abstraktním významu, například „transmise kultury“.
Název transmise, který obecně znamená přenos, se stal obecným výrazem pro systém, který sílu z hnacího (nejčastěji parního) stroje přenáší na celou řadu poháněných strojů, ve většině případů v tovární hale.

## Použití transmisí
V 19. století dochází postupně k využívání transmisí v průmyslu i v dalších případech, jako jsou např. transmise automobilů nebo transmisní soustavy vrtulníků. Na tom se podílejí stroje a s nimi jsou spojeny transmise, které přenášejí jejich práci. Základem je transmisní hřídel, která obvykle prochází od stroje do provozu s poháněnými stroji. V továrně může být hřídel vedena u stropu, na podlaze, nebo pod podlahou. Na hřídeli jsou umístěny řemenice, přes něž jsou transmisními řemeny poháněny jednotlivé stroje. Termín transmise se používá i v dalších případech, viz např. motorová vozidla nebo vrtulníky. U automobilů nebo helikoptér je transmisní souprava určena charakterem poháněné jednotky.

## Transmisní soustavy
Transmisní soustavy se mimo továrny začaly uplatňovat např. u aut nebo vrtulníků. Transmisní soustava zahrnuje všechny prvky, které přenášejí výkon od pohonné jednotky k nosnému rotoru, vyrovnávacímu rotoru a dalším mechanismům. Součástí transmisní soustavy jsou reduktory, spojky, hřídele a rotorová brzda.

### Galerie záběrů různých transmisí

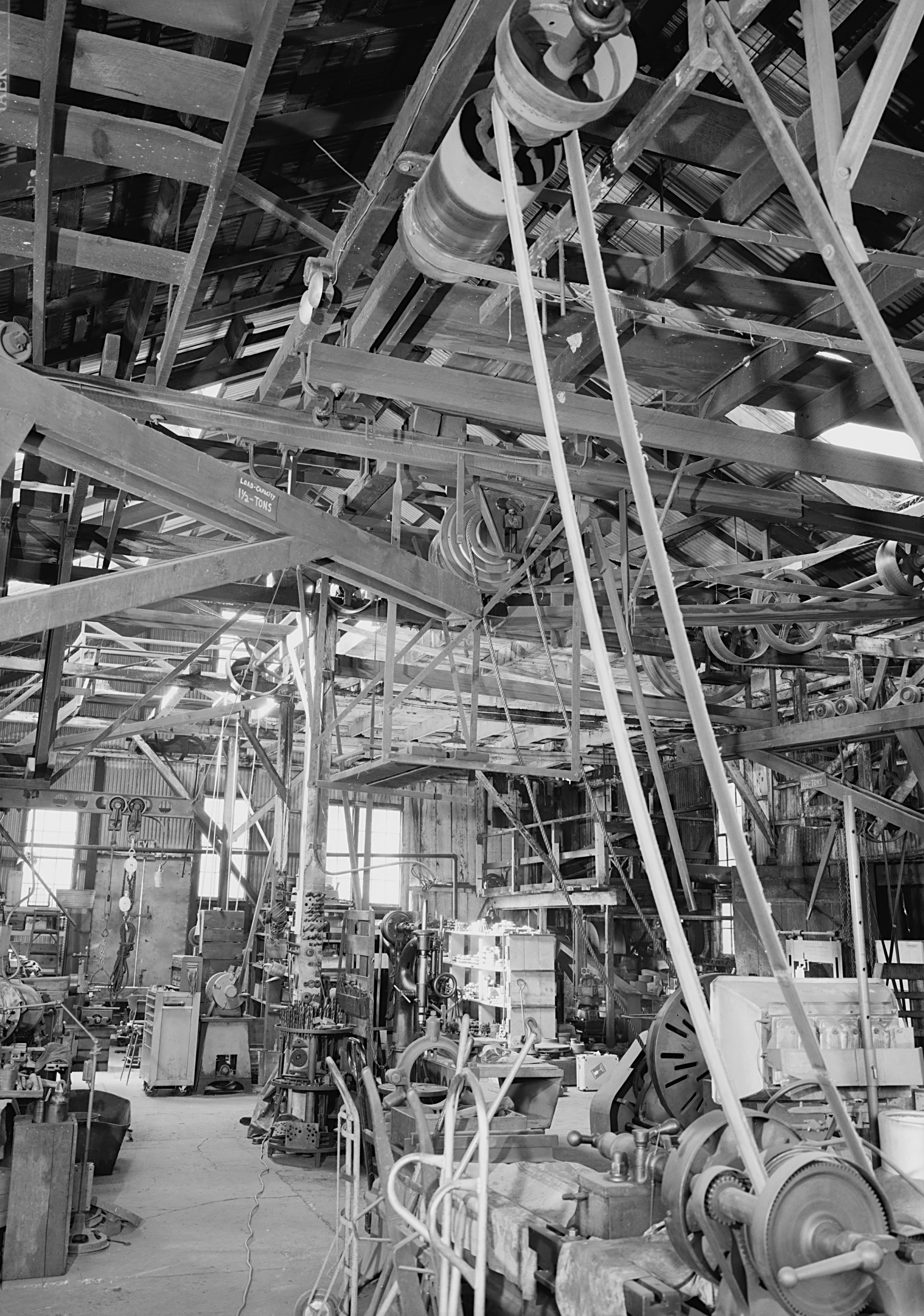
Transmise v továrně
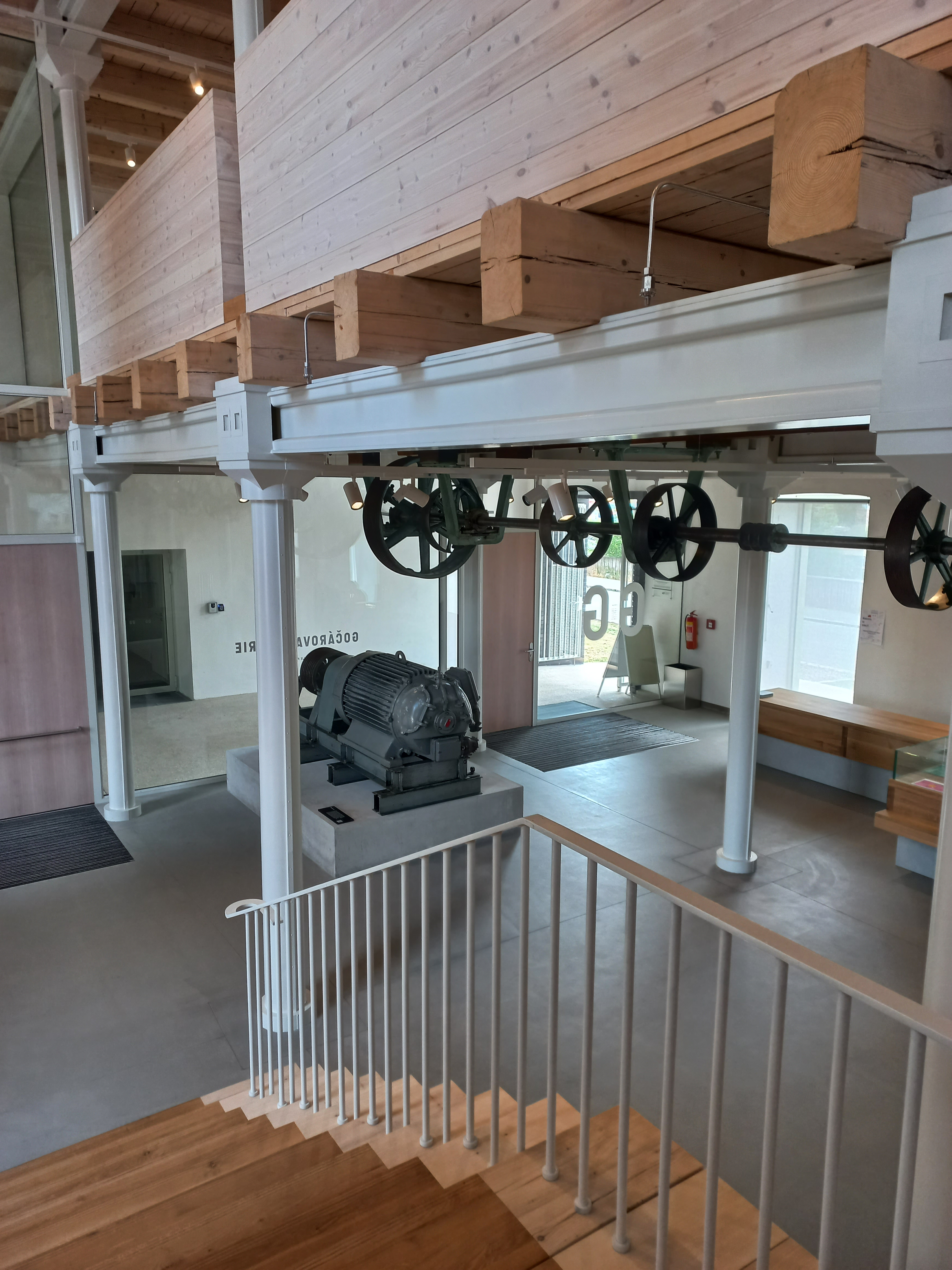
Transmisní hřídel s řemenicemi a poháněcím elektromotorem (Nefunkční exponát, Winternitzovy automatické mlýny, Pardubice (2023)
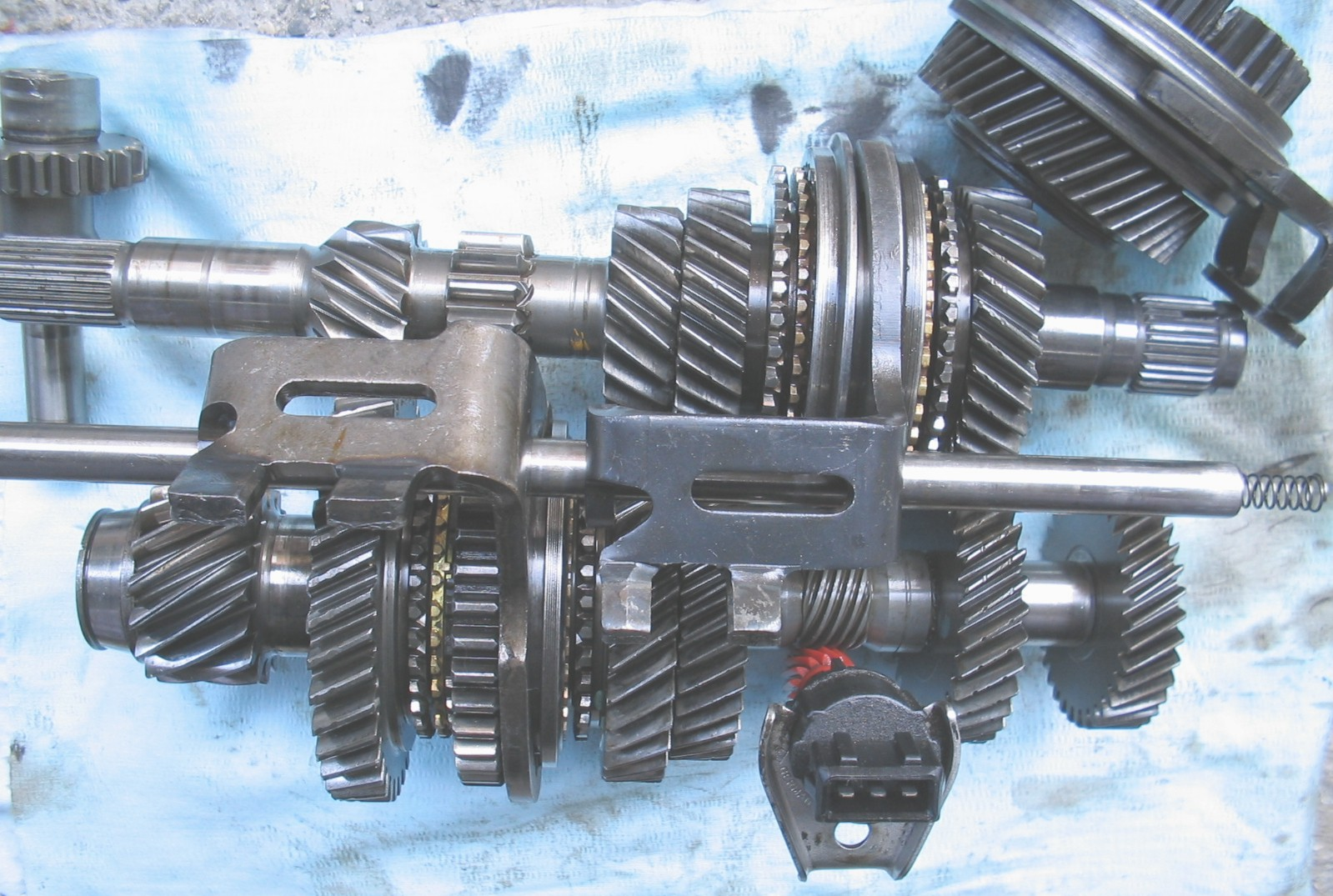
Transmise u automobilu
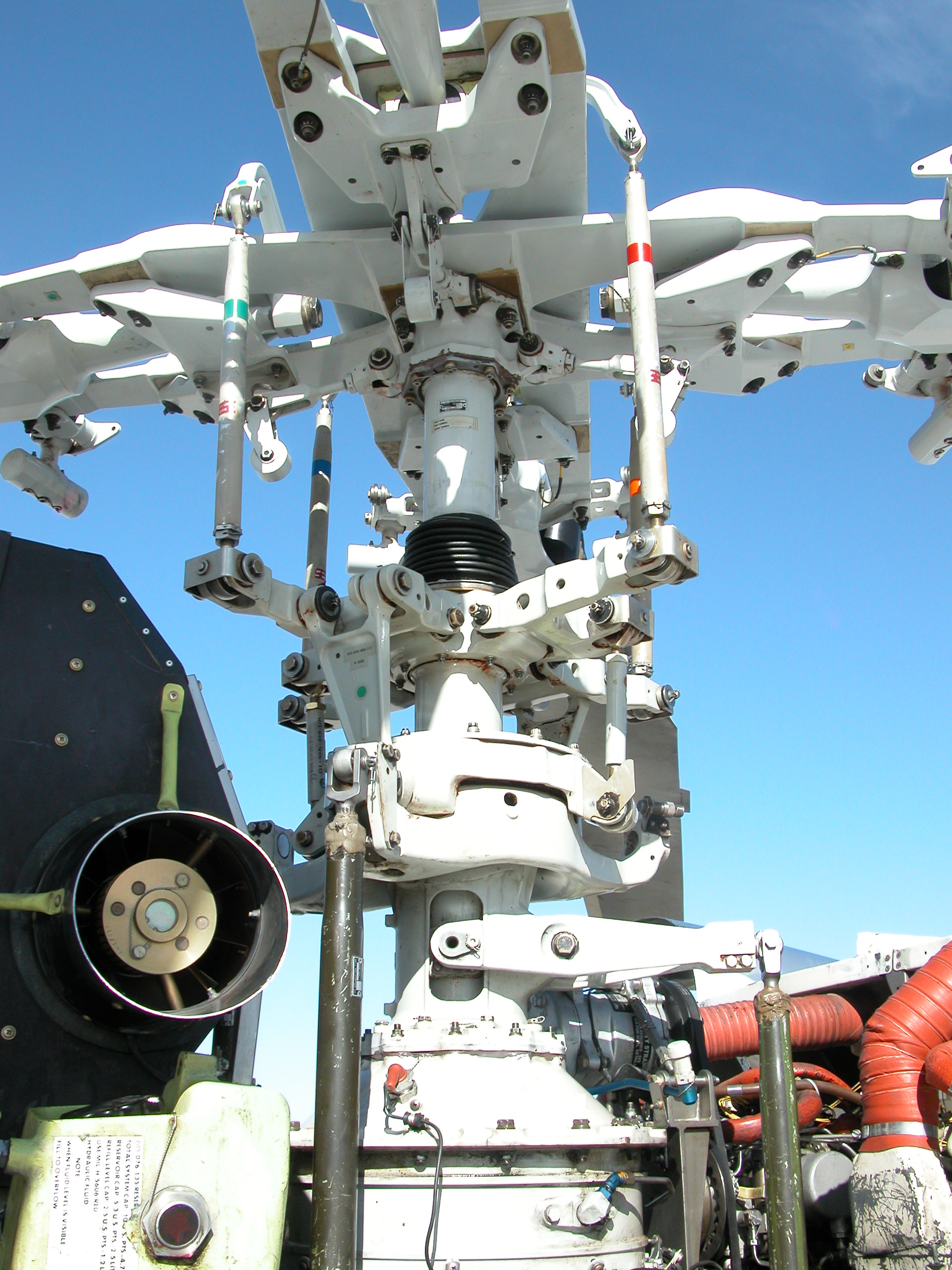
Transmise vrtulníku
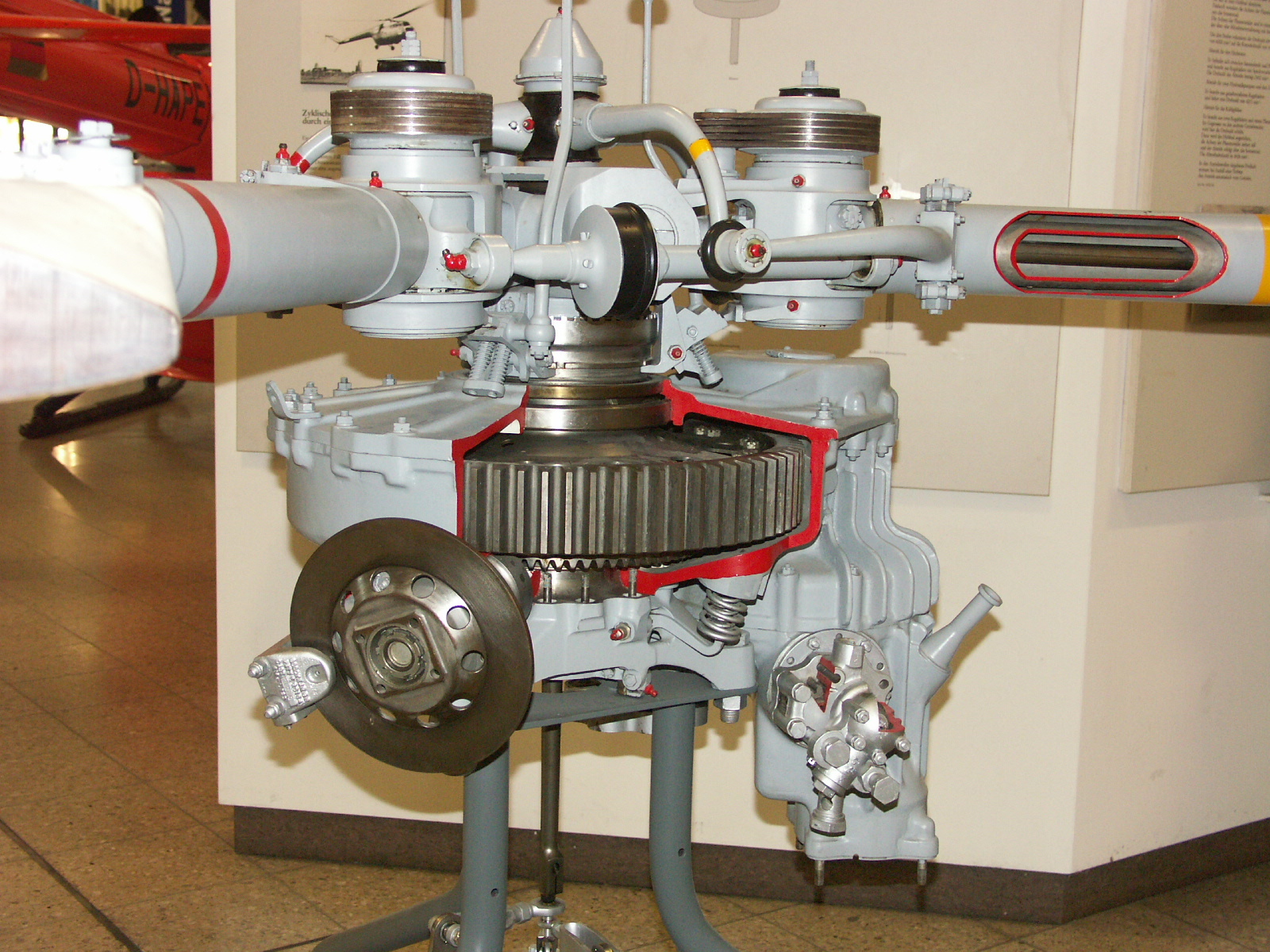
Detailní záběr na transmisi vrtulníku